# Schlienz-Tours

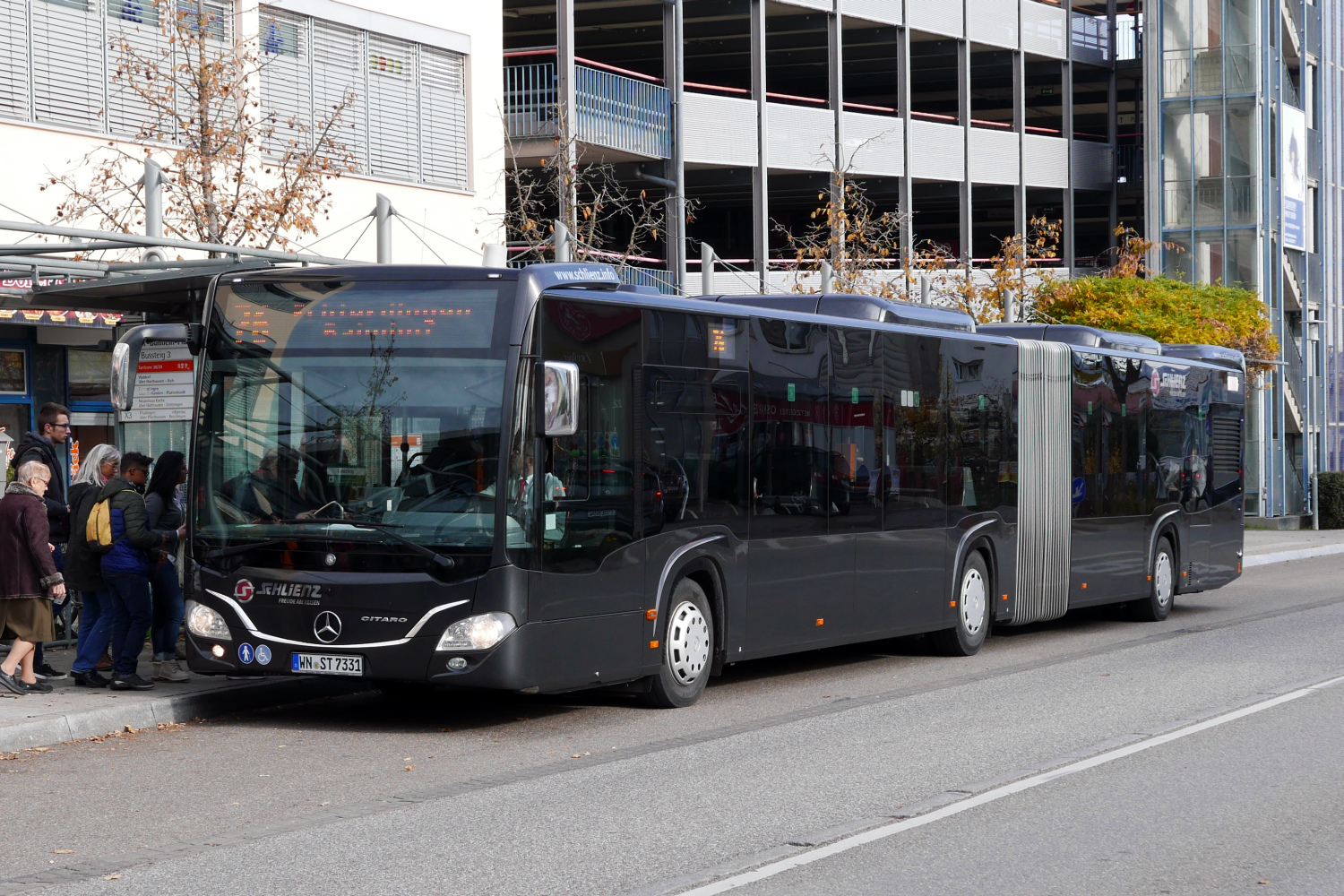
Stadtlinienbus Mercedes-Benz Citaro C2 G auf der SSB-Linie 76

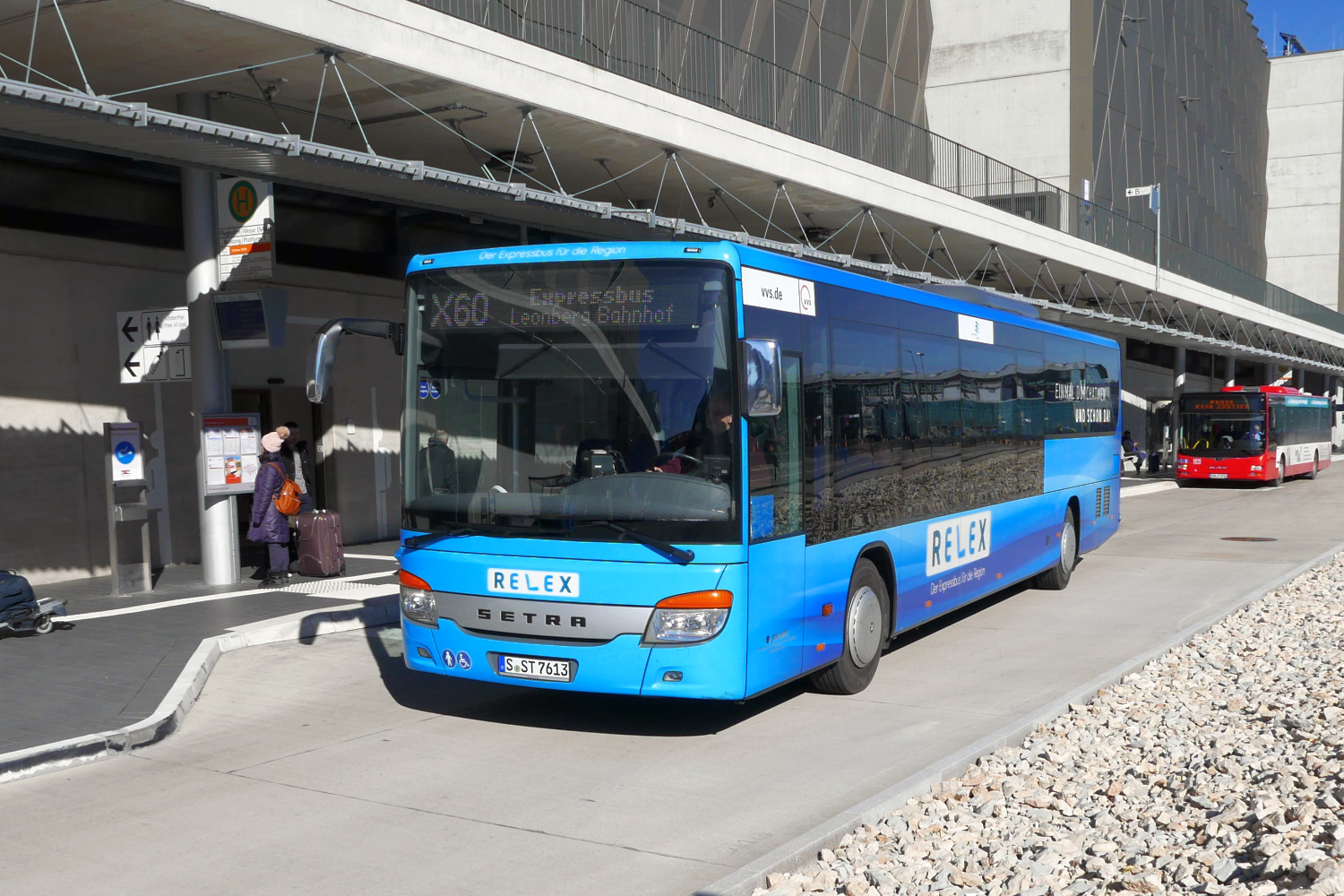
Setra S 416 LE business auf der Relex-Expressbuslinie X60

Die Schlienz-Tours GmbH & Co. KG mit Sitz in Kernen-Rommelshausen ist als privates Omnibusunternehmen im Linien-, Gelegenheits- und Reiseverkehr sowie als Reiseveranstalter und Reisevermittler tätig. Die Gesellschaft ging aus der Omnibus Schlienz Reisebüro GmbH & Co. KG hervor, die bis 2011 auch den Betriebsteil Esslingen-Wäldenbronn umfasste, der dann jedoch in die eigenständige Schlienz Omnibus GmbH & Co. KG ausgegliedert wurde.
Es ist gemessen an der Anzahl der Betriebenen Linien das aktuell drittgrößte Busunternehmen im Verkehrs- und Tarifverbund Stuttgart hinter Omnibus Müller (FMO) und der Stuttgarter Straßenbahnen(SSB).

## Geschichte
Das Unternehmen wurde 1932 als Fischle & Schlienz von den Busfahrern Christian Schlienz und Ernst Fischle gegründet, die durch die Weltwirtschaftskrise arbeitslos geworden waren. Mit Lkws und Militärbussen nahmen sie den Fahrbetrieb auf den Buslinien ihres ehemaligen Arbeitgebers wieder auf.
Nach Schlienz’ Tod 1953 übernahmen seine Frau und sein Sohn das Unternehmen. Ernst Fischle schied aus der Firma aus und gründete einen eigenen Omnibusbetrieb, der noch heute in Esslingen besteht. Während dessen Unternehmen Fischle sich anfangs auf den Linienverkehr in Esslingen beschränkte, erschloss das Unternehmen Schlienz auch das Umland mit Buslinien und wurde auch im Busreiseverkehr tätig.
Im Jahr 1971 übernahm Schlienz den Omnibusbetrieb Wörner in Stetten im Remstal. Am 1. Juli 1974 folgte die Übernahme der Firma Omnibus Dannenmann in Aichwald-Schanbach (nicht zu verwechseln mit Omnibus Dannenmann aus Weinstadt-Beutelsbach) durch die Unternehmen Fischle und Schlienz. Die Linie 113 ging an Schlienz, während Fischle die Linie 114 übernahm. Die Fahrzeuge wurden jeweils aufgeteilt. 1981 bezog Schlienz einen neuen Betriebshof in Rommelshausen. Reisebüros entstanden neben Esslingen auch in Plochingen, Stuttgart-Bad Cannstatt und Geislingen/Steige.
Das Unternehmen beschäftigte 2010 rund 100 Mitarbeiter und beförderte mit 56 Omnibussen jährlich rund 4,5 Mio. Menschen.
Im Jahr 2010 beschlossen die gemeinsamen Besitzer des Familienunternehmens die Aufteilung des Betriebs. Der Stammsitz in Esslingen-Wäldenbronn wurde in die Schlienz Omnibus GmbH & Co. KG ausgegliedert, während der Standort Kernen-Rommelshausen in die Schlienz-Tours GmbH & Co. KG überführt wurde. Zur Unterscheidung der beiden namensgleichen Busunternehmen wählte Schlienz-Tours ein neues Erscheinungsbild in Schwarz, während Schlienz Omnibus beim gewohnten Grün blieb. Schlienz Omnibus stellte seinen Geschäftsbetrieb zum 30. November 2019 ein.
Ebenfalls zu Schlienz-Tours gehört die Schlienz Touristik GmbH mit Sitz in Esslingen. Sie betreibt aktuell TUI-Reisebüros in Esslingen, Geislingen/Steige, Ludwigsburg (2015 von LVL Jäger übernommen), Nürtingen, Plochingen und Stuttgart-Zuffenhausen.
Im Laufe des Jahres 2014 übernahm Schlienz-Tours den Gerhard Ruffner Omnibusverkehr in Ostfildern-Kemnat, der als Tochtergesellschaft GR Omnibus GmbH (GRO) weitergeführt wird. Ruffner war langjähriger Subunternehmer der Stuttgarter Straßenbahnen (SSB) auf den Buslinien 64 (Stelle–Frauenkopf), 66 (Rundlinie Sillenbuch) und 71 (Hoffeld–Schönberg) sowie der END auf der Buslinie 131 (Esslingen–Kemnat). Bei der Ausschreibung des Linienbündels 4 im Landkreis Esslingen erhielt GR Omnibus den Zuschlag und betreibt seit 1. Januar 2016 die zwischen Esslingen, Ostfildern, Denkendorf und Neuhausen verkehrenden ehemaligen END-Buslinien 119, 120, 121, 122, 130 und 131 unter der Marke FilderExpress, was im Volksmund die Bezeichnung für die ehemalige Straßenbahn Esslingen–Nellingen–Denkendorf war. Auch die von den SSB ausgeschriebenen Linien 64 und 66 werden seit 9. Dezember 2018 weiterhin von GR Omnibus bedient.
Mit dem Fahrplanwechsel im Dezember 2016 nahm Schlienz-Tours im Auftrag des Verbands Region Stuttgart unter der Marke Relex die drei Expressbuslinien X10 (Kirchheim/Teck–Flughafen), X20 (Waiblingen–Esslingen) und X60 (Leonberg–Flughafen) in Betrieb, die das S-Bahn-Netz ergänzen sollen.
Seit Dezember 2022 wird die Linie 60 (Untertürkheim Bf. – Luginsland – Fellbach – Schmiden – Oeffingen Dieselstr.) im Auftrag der SSB vollständig von Schlienz-Tours bedient.
Davor verkehrte Schlienz von 2018 bis 2022 auf der Linie 73 vollständig im Auftrag der SSB.
Von 2001 bis 2018 verkehrte Schlienz auf einzelnen Kursen der SSB-Linien 70 (Degerloch–Hoffeld–Plieningen), 73, 74 (Degerloch–Bernhausen–Nürtingen), 76 (Degerloch–Bernhausen–Echterdingen) und 77 (Degerloch–Echterdingen–Harthausen). Bereits zuvor wurde vom Betriebshof Rommelshausen aus die 2001 in der Linie 77 aufgegangene SSB-Buslinie 32 (Echterdingen–Harthausen) bedient.
Nach der Vergabe des Linienbündels 3 im Landkreis Esslingen an Schlienz-Tours verkehrt das Unternehmen seit 1. Januar 2019 auf den Linien 106, 107, 114, 114A und N14 zwischen Neckartal und Schurwald. Beim Linienbündel 7 des Landkreises Esslingen erfolgte die Vergabe an Schlienz-Tours und Bader-Reisen gemeinsam. Dieses Bündel mit Betriebsaufnahme ebenfalls am 1. Januar 2019 umfasst den Stadtverkehr in Kirchheim unter Teck und Wernau mit den Linien 145, 146, 161, 162, 163, 164, 165 und 168.
Außerdem erhielt Schlienz-Tours den Zuschlag für das Linienbündel 1 im Rems-Murr-Kreis ab 1. August 2019. Neben den bisherigen Schlienz-Stammlinien 211, 212 und 219 (ehemals 116) sowie der zuvor bereits von Schlienz-Tours im Auftrag der SSB gefahrenen Fellbacher Stadtbuslinie 215 (ehemals 67) kamen die Linien 210 (Rommelshausen–Remspark–Fellbach) und 214 (Fellbach–Neckargröningen) neu hinzu.
Ein weiteres wichtiges Standbein des Unternehmens ist die Beförderung von behinderten Menschen. Außerdem bietet Schlienz-Tours einen Shuttle-Service an. Der gesamte Fuhrpark besteht aus etwa 90 Stadtlinien- und Reisebussen der Marken Mercedes-Benz und Setra sowie rund 100 Klein-/Minibussen und Pkw (Stand: Mai 2017).

## Aktuelle Linien
Schlienz Tours sowie GR Omnibus betreiben folgende Buslinien im Linienverkehr in der Region Stuttgart.
| Linie | Fahrtverlauf                                                                                         | Bemerkungen/ Bündel                 | aktuelle geplante Laufzeit |
| ----- | --- | ----------------------------------- | -------------------------- |
| 60    | Oeffingen Dieselstraße – Schmiden – Fellbach Bahnhof – Fellbach Lutherkirche – Untertürkheim Bahnhof | im Auftrag der SSB                  | 11.12.2022 – 12.12.2026    |
| 64    | Stelle – Frauenkopf                                                                                  | im Auftrag der SSB                  | 11.12.2022 – 12.12.2026    |
| 66    | Kühwasen – Sillenbuch – Geschwister-Scholl-Gymnasium                                                 | im Auftrag der SSB                  | 11.12.2022 – 12.12.2026    |
| 71    | Hoffeld – Degerloch ZOB – Schönberg                                                                  | im Auftrag der SSB                  | 15.12.2024 – 12.12.2026    |
| 106   | Esslingen Bahnhof – Hohengehren (– Winterbach)                                                       | ES03                                | 01.01.2019 – 31.12.2027    |
| 107   | Plochingen Bahnhof – Aichschieß – Aichelberg Holl                                                    | ES03                                | 01.01.2019 – 31.12.2027    |
| 114   | Esslingen Bahnhof – Aichelberg Holl – Endersbach Bahnhof                                             | ES03                                | 01.01.2019 – 31.12.2027    |
| 119   | Esslingen Bahnhof – Nellingen – Denkendorf                                                           | ES04                                | 01.01.2017 – 31.12.2026    |
| 120   | Esslingen Bahnhof – Nellingen – Neuhausen (– Wolfschlugen)                                           | ES04                                | 01.01.2017 – 31.12.2026    |
| 121   | Oberesslingen – Denkendorf – Neuhausen                                                               | ES04                                | 01.01.2017 – 31.12.2026    |
| 122   | Esslingen Bahnhof – Scharnhausen – Flughafen/Messe                                                   | ES04                                | 01.01.2017 – 31.12.2026    |
| 130   | Esslingen Bahnhof – Ruit – Heumaden – Kemnat – Scharnhausen                                          | ES04                                | 01.01.2017 – 31.12.2026    |
| 131   | Esslingen Bahnhof – Ruit – Heumaden – Kemnat                                                         | ES04                                | 01.01.2017 – 31.12.2026    |
| 145   | Wernau Bahnhof – Katzenstein – Schmalwiesen                                                          | ES07                                | 01.01.2019 – 31.12.2028    |
| 146   | Wernau Bahnhof – Schmalwiesen – Katzenstein                                                          | ES07                                | 01.01.2019 – 31.12.2028    |
| 161   | Kirchheim(T) Altvaterweg – Ötlingen Bahnhof                                                          | ES07                                | 01.01.2019 – 31.12.2028    |
| 163   | Ötlingen Bahnhof – Lindhof – Kirchheim(T) Bahnhof – Kirchheim(T) Schlossgymnasium – Schafhof         | ES07                                | 01.01.2019 – 31.12.2028    |
| 164   | Ötlingen Bahnhof – Lindhof – Kirchheim(T) Bahnhof – Martinskirche – Schafhof                         | ES07                                | 01.01.2019 – 31.12.2028    |
| 165   | (Notzingen –) Kircheim(T) Waldfriedhof – Zell (A)                                                    | ES07                                | 01.01.2019 – 31.12.2028    |
| 166   | Kirchheim(T) Bahnhof – Reudern – Nürtingen Krankenhaus – Nürtingen Bahnhof                           | ES10                                | 20.04.2025 – 31.12.2028    |
| 167   | Nürtingen Bahnhof – Oberensingen – Grötzingen – Aich (– Neuenhaus)                                   | ES11                                | 01.04.2024 – 31.12.2033    |
| 168   | Kirchheim(T) Bahnhof – Notzingen – Wernau                                                            | ES07                                | 01.01.2019 – 31.12.2028    |
| 187   | Metzingen – Bempflingen – Neckartenzlingen                                                           | ES10                                | 20.04.2025 – 31.12.2033    |
| 188   | Nürtingen Bahnhof – Altdorf – Neckartenzlingen (– Schlaitdorf)                                       | ES10                                | 20.04.2025 – 31.12.2033    |
| 189   | Nürtingen Bahnhof – Neckartailfingen – Schlaitdorf – Neckartenzlingen                                | ES10                                | 20.04.2025 – 31.12.2033    |
| 210   | Fellbach Bahnhof – Waiblingen Remspark – Rommelshausen                                               | RMK01                               | 01.08.2019 – 31.07.2027    |
| 211   | Waiblingen Bahnhof – Rommelshausen – Stetten Kelter                                                  | RMK01                               | 01.08.2019 – 31.07.2027    |
| 212   | (Fellbach Friedrich-Schiller-Gymnasium –) Fellbach Bahnhof – Stetten Kelter                          | RMK01                               | 01.08.2019 – 31.07.2027    |
| 214   | Fellbach Bahnhof – Schmiden – Oeffingen – Remseck Neckargröningen                                    | RMK01                               | 01.08.2019 – 31.07.2027    |
| 215   | (Fellbach Industriegebiet –) Fellbach Bahnhof – Fellbach Lutherkirche – Fellbach Altenheim           | RMK01, ehemalige Linie 67 der SSB   | 01.08.2019 – 31.07.2027    |
| 219   | Endersbach Bahnhof – Stetten Kelter                                                                  | RMK01                               | 01.08.2019 – 31.07.2027    |
| 805   | Bernhausen Bahnhof – Aich – Schlaitdorf – Altenriet – Walddorfhäslach                                | ES11                                | 01.04.2024 – 31.12.2033    |
| 807   | Bernhausen Bahnhof – Harthausen – Grötzingen – Aich Rudolfshöhe                                      | ES11                                | 01.04.2024 – 31.12.2033    |
| 808   | Bernhausen Bahnhof – Aich – Neckartailfingen – Altdorf – Neckartenzlingen                            | ES11                                | 01.04.2024 – 31.12.2033    |
| 809   | Bernhausen Bahnhof – Harthausen – Grötzingen – Aich – Neuenhaus                                      | ES11                                | 01.04.2024 – 31.12.2033    |
| X10   | Kirchheim(T) Bahnhof – Flughafen/Messe                                                               | RELEX Expressbus                    | seit 11.12.2016            |
| X18   | Nürtingen Bahnhof – Neckartenzlingen – Mittelstadt                                                   | ES10                                | 20.04.2025 – 31.12.2033    |
| X20   | Esslingen Bahnhof – Waiblingen Bahnhof                                                               | RELEX Expressbus                    | seit 11.12.2016            |
| X60   | Leonberg Bahnhof – Flughafen/Messe                                                                   | RELEX Expressbus                    | seit 11.12.2016            |
| N14   | Esslingen Bahnhof – Liebersbronn – Aichschieß – Aichelberg Holl                                      | ES03                                | 01.01.2019 – 31.12.2027    |
| N16   | Esslingen Bahnhof – Baltmannsweiler – Hohengehren                                                    | ES03                                | 01.01.2019 – 31.12.2027    |
| N19   | Esslingen Bahnhof – Nellingen – Denkendorf – Neuhausen                                               | ES04                                | 01.01.2017 – 31.12.2026    |
| N22   | Esslingen Bahnhof – Ruit – Kemnat – Scharnhausen                                                     | ES04                                | 01.01.2017 – 31.12.2026    |
| N30   | Backnang Bahnhof – Burgstall – Kirchberg(M)                                                          | im Auftrag Verband Region Stuttgart |                            |
| N40   | Marbach(N) Bahnhof – Affalterbach – Kirchberg(M)                                                     | im Auftrag Verband Region Stuttgart |                            |
| N87   | Nürtingen Bahnhof – Neckartenzlingen – Schlaitdorf – Altenriet – Nürtingen Bahnhof                   | ES10                                | 20.04.2025 – 31.12.2033    |
| N89   | Bernhausen Bahnhof – Bonlanden – Aichtal – Neckarailfingen                                           | ES11                                | 01.04.2024 – 31.12.2033    |